# Lucas Hernández
Lucas François Bernard Hernández (n. 14 februarie 1996, Marsilia, Franța) este un fotbalist francez și spaniol, care joacă pe post de fundaș la PSG în Ligue 1. Pe plan internațional, are prezențe la națională pentru Franța U16⁠(d), Franța U18⁠(d), Franța U19⁠(d), Franța U20⁠(d), Franța și Franța U21⁠(d).

## Titluri
Atlético Madrid
- UEFA Europa League: 2017–18[5]
- Vice-campion Liga Campionilor UEFA: 2015–16

Bayern München
- Bundesliga: 2019–20,[6] 2020–21,[7] 2021–22,[8] 2022–23[9]
- DFB-Pokal: 2019–20[10]
- DFL-Supercup: 2020,[11] 2022[12]
- Liga Campionilor UEFA: 2019–20[13]
- Supercupa Europei UEFA: 2020[14]
- FIFA Club World Cup: 2020[15]

Paris Saint-Germain
- Ligue 1: 2023–24,[16] 2024–25[17]
- Coupe de France: 2023–24,[18] 2024–25[19]
- Trophée des Champions: 2023,[20] 2024[21]
- Liga Campionilor UEFA: 2024–25[22]

Franța
- Campionatul Mondial de Fotbal: 2018;[23] vice-campion: 2022[24]
- Liga Națiunilor UEFA: 2020–21[25]